# عملية الفرصة الأخيرة
تم إطلاق عملية الفرصة الأخيرة في يوليو 2002 من قبل مركز سيمون فيزنثال، ومهمتها هي تعقب النازيين السابقين الذين ما زالوا هاربين ومختبئين.
وكان معظمهم متقدمين في السن ويقتربون من نهاية حياتهم، ومن هنا جاء اسم العملية. وكان مدير مركز فيزنتال في القدس هو إفرايم زوروف، ويعمل كحلقة وصل إسرائيلية ومشرف على هذا المشروع، الذي يركز على التحقيق والملاحقة القضائية وإدانة آخر مجرمي الحرب النازيين والمتعاونين معهم. وقد حصل العديد منهم على الجنسية في كندا والولايات المتحدة بذرائع كاذبة؛ وكان ذلك عادةً عن طريق تحريف أو إغفال أو تزوير ماضيهم الإجرامي، وتحديداً جرائم الحرب التي ارتقت إلى مستوى الجرائم ضد الإنسانية. .

## الملاحقات القضائية والإدانات

### جون ديمجينجوك
ساعدت عملية الفرصة الأخيرة في محاكمة جون ديمجينجوك وإدانته المؤقتة لدوره المزعوم في تعذيب وقتل اليهود في معسكرات الاعتقال المختلفة، بالإضافة إلى ارتكابه فظائع أخرى. وأصبح ديمجينجوك مواطنًا أمريكيًا في الخمسينيات من القرن الماضي. وقد برأته المحكمة العليا الإسرائيلية من تهم الإبادة الجماعية والجرائم ضد الإنسانية.  واتهمته ألمانيا لاحقًا بأنه متعاون أوكراني (وكان يشار إليه أحيانًا من قبل نزلاء المعسكر باسم أسكاريس) وحارس معسكر سوبيبور. وفي مايو 2011 أدانته محكمة جنائية أدنى في ميونيخ بتهمة المشاركة في جرائم القتل في معسكر الإبادة سوبيبور، حيث قُتل حوالي 250 ألف يهودي. وقد نفى جميع الاتهامات واستأنف الحكم. وبعد وقت قصير من وفاته في عام 2012، أعلنت محكمة الاستئناف الألمانية أنه نظرًا لوفاته قبل أن يتم الاستماع إلى استئنافه، فإنه لم يكن لديه سجل جنائي، وأن إدانته المؤقتة السابقة من قبل محكمة أدنى درجة قد ألغيت، وأن ديميانيوك بريء. 

### جون كاليمون
وفي أعقاب قضية ديمجينجوك، بدأ فريق عملية الفرصة الأخيرة من المحققين والمحامين والمدعين العامين الألمان في التركيز على مواطن أوكراني آخر، وهو متعاون نازي حصل بشكل غير قانوني على اللجوء في الولايات المتحدة، وهو جون كاليمون. وفي عام 2007، ونتيجة للمحاكمة التي أجراها مكتب التحقيقات الخاصة التابع لوزارة العدل الأمريكية، جردت محكمة محلية اتحادية جون كاليمون من جنسيته الأمريكية بسبب تزوير خلفيته المتعلقة بوثائق الهجرة وأوراق التجنس.  ووجد قاضي المحكمة الجزئية أن كاليمون كان عضوًا في الشرطة المساعدة الأوكرانية وساعد النازيين في اضطهاد السكان اليهود المحتجزين في الحي اليهودي في ليمبيرغ حتى تصفيته في عام 1943. وكان السكان اليهود في ليمبرج (وهي اليوم لفيف) يمثلون ثالث أكبر جالية يهودية في بولندا.
وفي عام 2011، حكم قاضي الهجرة في ديترويتبترحيل كاليمون بسبب أكاذيبه، وهو الحكم الذي تم تأكيده في الاستئناف. وأكدت هذه المحكمة النتيجة التي توصلت إليها المحكمة الابتدائية، وهي أنه خلال تعاونه مع الألمان، قتل كاليمون يهوديًا واحدًا على الأقل وأصاب واحدًا آخر على الأقل أثناء خدمته كشرطي أوكراني في المدينة. وعلى هذا الأساس صدر الأمر بترحيله. 
ومثل حالة ديمجينجوك فإنه إذا تم استنفاد عملية الاستئناف، فإن كاليمون "قد يتم ترحيله إلى ألمانيا أو أوكرانيا أو بولندا أو أي دولة أخرى تقبله..." بناءً على حكم قاضية محكمة الهجرة الأمريكية إليزابيث هاكر.  
وفي عام 2014 قدم المدعون العامون في ميونيخ بألمانيا مذكرة اعتقال بحق كاليمون لكونه شريكًا في جرائم حرب. ومنعت التعقيدات القانونية إجراء أي مقابلات أو تسليم المجرمين. وتوفي كاليمون في وقت لاحق من ذلك العام في يونيو/حزيران، قبل أن تتم محاكمته على هذه الجرائم. 

## عملية الفرصة الأخيرة 2
تم إطلاق المشروع رسميًا في ديسمبر 2011 من قبل إفرايم زوروف، مدير مركز فيزنتال في إسرائيل، والمختلف في هذه المشروع أنه سيقدم مكآفات مالية مقابل تقديم المعلومات والمساعدة. وفي 15 يناير 2008 رُفعت قيمة المكافأة التي يقدمها مركز فيزنتال للحصول على معلومات تؤدي إلى اعتقال وإدانة النازيين السابقين والمتعاونين النازيين من 10000 دولار إلى 25000 دولار. وكانت من نتائج العملية الوصول إلى أشخاص عملوا إما في معسكرات الإبادة أو ما كان يعرف ب فرق أكتسيون وأينزاتسغروبن التي كانت مسؤولة عن مقتل حوالي 1.5 مليون يهودي بولندي وروسي ومن دول البلطيق (ليتوانيا ولاتفيا وإستونيا)، حيث تم بناء معسكرات الاعتقال مثل تريبلينكا وأوشفيتس ومعسكرات عملية رينهاردت.

## التحقيقات والملاحقات القضائية الجارية
وجاء أمر ترحيل كاليمون بعد أيام فقط من وفاة مجرم حرب نازي متهم آخر وهو المتعاون الصربي بيتر إيغنر في ولاية واشنطن قبل أن يواجه محاكمة في 22 فبراير/شباط تهدف إلى تجريده من جنسيته الأمريكية. وقد اتهمه المدعون الأمريكيون بالمساعدة في ارتكاب الإبادة الجماعية من خلال العمل كحارس نقل لغرف الغاز المتنقلة والقطارات المتجهة إلى معسكر الموت في أوشفيتس. وكان إيغنر قد اعترف في السابق بأنه ينتمي إلى وحدة أمنية يديرها النازيون لكنه نفى مشاركته في جرائم حرب.  
ومنذ إنشائها حققت وحدة جرائم الحرب النازية التابعة لوزارة العدل الأمريكية (مكتب التحقيقات الخاصة) نجاحات في قضايا ضد 107 أشخاص في الولايات المتحدة تم تحديدهم على أنهم شاركوا في الاضطهاد النازي خلال الحرب العالمية الثانية. وباستثناء كاليمون، هناك ثماني قضايا مماثلة لا تزال معلقة، وكلها تقع ضمن نطاق ونطاق ومهمة عملية الفرصة الأخيرة.

## روابط خارجية
- الموقع الرسمي